# Jean Berthommier
 (décembre 2023).
Si vous disposez d'ouvrages ou d'articles de référence ou si vous connaissez des sites web de qualité traitant du thème abordé ici, merci de compléter l'article en donnant les références utiles à sa vérifiabilité et en les liant à la section « Notes et références ».
Jean Berthommier, né le 1er octobre 1922 à Le Brethon (Allier) et mort le 8 juillet 1968 à Saint-Laurent-des-Eaux (Loir-et-Cher), est un homme politique français.

## Biographie
Tapissier-décorateur après des études primaires, établi à Étampes, il adhère à l'Union de défense des commerçants et artisans de Pierre Poujade, et en devient, en 1955, le responsable local dans le secteur de Rambouillet.
En 1956, il mène la liste poujadiste dans la deuxième circonscription de Seine-et-Oise, et obtient 9,6 % des voix, ce qui lui permet d'être élu député.
Bien qu'il ne dépose aucun texte pendant son mandat, il est un parlementaire actif, intervenant dans la plupart des débats de l'assemblée, portant la parole de son groupe Union et fraternité française, souvent avec véhémence, voire agressivité. Ainsi, en novembre 1957, il appelle quasiment au meurtre du président de l'Assemblée, qui vient de le rappeler à l'ordre.
Il prend aussi fait et cause pour l'Algérie française. En décembre 1957, il demande vainement la constitution d'une commission d'enquête parlementaire sur les contacts entre le gouvernement de Guy Mollet et le FLN.
À la fin de la Quatrième République, il soutient d'abord le retour de Charles de Gaulle au pouvoir, puis lui refuse les pleins-pouvoirs et s'oppose à la révision constitutionnelle.
Sa carrière politique s'achève en 1958.